# 5988 Gorodnitskij
5988 Gorodnitskij este un asteroid din centura principală de asteroizi.

## Descriere
5988 Gorodnitskij este un asteroid din centura principală de asteroizi. A fost descoperit pe 1 aprilie 1976 la Observatorul de Astrofizică din Crimeea de Nikolai Cernîh. Asteroidul prezintă o orbită caracterizată de o semiaxă mare de 2,69 ua, o excentricitate de 0,15 și o înclinație de 12,9° în raport cu ecliptica.